# Lodno
Lodno (in ungherese Lodnó) è un comune della Slovacchia facente parte del distretto di Kysucké Nové Mesto, nella regione di Žilina.